# 김제 재궁리 석등
김제 재궁리 석등(金堤 齋宮里 石燈)은 전북특별자치도 김제시에 있는 석등이다. 1976년 4월 2일 전라북도의 유형문화재 제78호로 지정되었다.
이 석등은 조성 성종 때 인물 이계맹을 기리어 중종(1506-1544)이 내려 준 것으로, 묘 앞에 세우는 장명등이다. 이계명은 과거에 합격하여 벼슬길에 나아가 나아가 큰 공을 세웠다.
석등은 받침부 일부가 땅에 묻혀 있는데, 지면으로부터의 높이는 1.8m 가량이다. 몽땅한 사각형 기둥과 몸체는 하나의 돌더이로 이루어졌다. 지붕 또한 사각형이며 위쪽 경사면이 비교적 유연한 곡선으로 흘러내려 가장자리에서 약간 솟아올랐다. 꼭데기에는 구슬형 돌을 얹었는데 그 조각이 투박하다. 전체적인 모습은 소박하고 지붕이 비교적 커서 균형을 잃은 둔한 느낌을 준다.

## 참고 자료
- 재궁리석등 - 국가유산청 국가유산포털